# Blang Teurakan
Blang Teurakan is een bestuurslaag in het regentschap Aceh Utara van de provincie Atjeh, Indonesië. Blang Teurakan telt 850 inwoners (volkstelling 2010).